# Амвросий Оптинский
Амвро́сий О́птинский (в миру Алекса́ндр Миха́йлович Гренко́в; 23 ноября (5 декабря) 1812 — 10 (22) октября 1891) — священнослужитель Русской православной церкви, иеросхимонах. Прославлен в лике святых 6 июня 1988 года на Поместном соборе Русской православной церкви; почитался при жизни как старец. Прообраз старца Зосимы в романе Фёдора Достоевского «Братья Карамазовы».
Дни памяти:
- 27 июня (10 июля) — обретение мощей преподобного;
- 28 июля (10 августа) — в Соборе Тамбовских святых;
- 10 (23) сентября — в Соборе Липецких святых;
- 10 (23) октября — преставление;
- 11 (24) октября — в Соборе Оптинских старцев.

## Биография

### Начало жизненного пути
Если не указано иное, даты приведены по старому стилю
Ныне общепринято, что Александр Гренков родился 23 ноября (5 декабря) 1812 года. Хотя источники, прямо и косвенно, указывали и другую дату: 21 ноября 1812 года и 1814 год (в аттестате студента Тамбовской духовной семинарии Александра Гренкова от 15 июля 1836 года указано: «…имеющий от роду 22 года…»)
Родился он в доме своего деда-священника, в селе Большая Липовица Тамбовской губернии в семье пономаря Михаила Фёдоровича и Марфы Николаевны Гренковых; был шестым из восьмерых детей. Отец рано умер, и Александр жил в многочисленной семье с матерью у деда.
В двенадцатилетнем возрасте он был отдан на полуказённое содержание в Тамбовское духовное училище. В июле 1830 года он, как один из лучших выпускников, был направлен в Тамбовскую духовную семинарию. Во время учёбы в семинарии он тяжело заболел и дал обет постричься в монахи. Однако по окончании семинарии в 1836 году (по первому разряду) он поступил домашним учителем детей к богатому помещику. Затем, с 7 марта 1838 года, был преподавателем греческого языка Липецкого духовного училища.
После вторичной болезни, посетив вместе с товарищем и сослуживцем Павлом Покровским, Троице-Сергиеву лавру и старца Илариона (Фокина) из села Троекурова, осенью 1839 года он тайно от всех ушёл в указанный старцем монастырь Оптина пустынь.

### Служение в Оптиной пустыни
8 октября 1839 года Александр Гренков прибыл в Оптину пустынь. Старец Лев благословил его жить в гостинице и переписывать перевод сочинения греческого монаха Агапия Ланда «Грешных спасение». В январе 1840 года Александр перешёл жить в обитель, а 2 апреля 1840 года, после урегулирования ситуации с его исчезновением из Липецкого училища, принят послушником в число братии монастыря; был келейником и чтецом у старца Льва, работал в хлебне. В ноябре 1840 года был переведён в скит, где в течение года трудился на кухне.
Ещё до смерти старца Льва он с 1841 года начал проходить послушание у старца о. Макария. Повинуясь его воле, летом 1841 года он был пострижен в рясофор, а 29 ноября 1842 года — в мантию, с именем в честь святителя Амвросия Медиоланского. 4 февраля 1843 года рукоположён во иеродиакона, а 9 декабря 1845 года рукоположён в Калуге во иеромонаха, причём во время поездки простудился и тяжело заболел, получив осложнение на внутренние органы, такое, что из-за болезни почти не мог служить.
Епископ Николай, посетив Оптину пустынь 23 августа 1846 года, по просьбе игумена и духовника обители назначил иеромонаха Амвросия помощником о. Макария «в духовничестве». У вступившего на путь старчества молодого монаха к весне 1848 года состояние здоровья стало настолько угрожающим, что, вероятно, в это время он был пострижен в великую схиму без изменения имени, выведен за штат и числился на иждивении монастыря. После этого его здоровье несколько поправилось.
После кончины старца о. Макария 7 сентября 1860 года Амвросий принял на себя труд старчества. Однако, согласно опубликованной переписке между Н. П. Киреевской и Амвросием Оптинским, окончательное признание последнего в качестве старца произошло только в конце 1863 года. До этого в Оптиной пустыни имел место переходный этап, который характеризовался неоднозначным отношением духовных чад покойного старца Макария к Амвросию.
Старец Амвросий постоянно имел какой-нибудь недуг: «то усиливался у него гастрит, то открывалась рвота, то ощущалась нервная боль, то простуда с лихорадочным ознобом и просто жестокая лихорадка». В 1862 году старец Амвросий получил вывих руки, неудачное лечение которого ещё больше ослабило его здоровье, так что он уже не мог ходить на богослужения в храм, а зимой совсем не мог выходить из помещения. В августе 1868 года он опасно заболел геморроидальным кровотечением. Игумен Исаакий послал в село инока с просьбой принести в Оптину пустынь Калужскую икону Божией Матери. Икону доставили в монастырь. После молебна с акафистом Богородице в келье старца и молитв, Амвросий получил облегчение в болезни, которая посещала его периодически до самой кончины.
В 1870 году он получил редкую в то время награду — золотой наперсный крест.

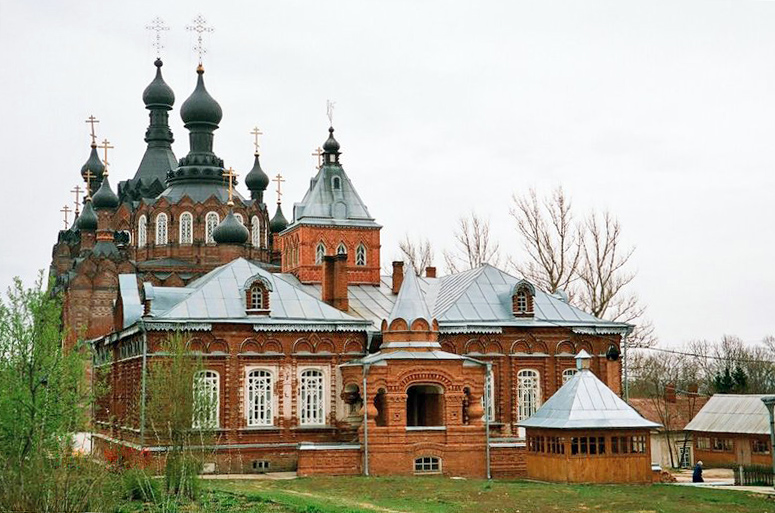
Казанская Амвросиевская пустынь (Шамординский монастырь)

С именем старца Амвросия связано устройство в 1884 году Шамординской женской обители. Он благословил своё духовное чадо, схимонахиню Софию, на создание недалеко от Оптиной, с сельце Шамордино, женской общины, которая позже была преобразована в монастырь.
Днём создания монастыря считается 1 (14) октября 1884 года, когда была освящена первая церковь, устроенная трудами и молитвами Амвросия.
Поставленная им игуменья София за четыре года своего настоятельства устроила монашескую жизнь монастыря. После её кончины старец Амвросий благословил на игуменство другую духовную дочь — монахиню Евфросинию, которую на закате жизни не благословил уходить на покой, несмотря на болезни.
В основанной по его благословению Шамординской обители он и скончался — 10 октября 1891 года. На его мраморном надгробии выгравированы слова апостола Павла: 

«Бых немощным, яко немощен, да немощныя приобрящу. Всем бых вся, да всяко некия спасу» (1Кор. 9:22).

## Встречи, беседы, поучения

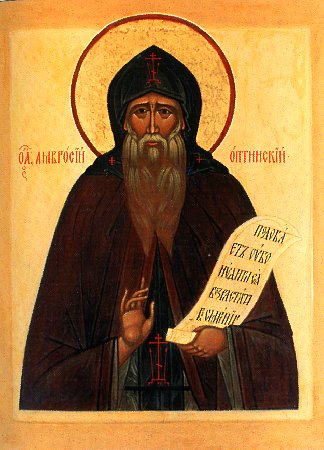
Икона с изображением Амвросия Оптинского

Евгений Погожев (Поселянин) говорил:
Меня поразила его святость и та непостижимая бездна любви, которые были в нём. И я, смотря на него, стал понимать, что значение старцев — благословлять и одобрять жизнь и посылаемые Богом радости, учить людей жить счастливо и помогать им нести выпадающие на их долю тягости, в чем бы они ни состояли.
В. В. Розанов писал:
Благодеяние от него льётся духовное, да, наконец, и физическое. Все поднимаются духом, только взирая на него… Самые принципиальные люди посещали его (о. Амвросия), и никто не сказал ничего отрицательного. Золото прошло через огонь скептицизма и не потускнело.
Выражения Амвросия Оптинского

Жить — не тужить, никого не осуждать, никому не досаждать, и всем моё почтение.
Иди — куда поведут, смотри — что покажут, и всё говори: да будет воля Твоя!
Праведных ведёт в Царство Божие апостол Пётр, а грешных — Сама Царица Небесная.
Читайте «Отче наш», но не лгите: «…остави нам долги наша, яко же и мы оставляем…»
Отчего человек бывает плох? Оттого, что забывает, что над ним Бог.
В церкви не должно говорить. Это злая привычка. За это посылаются скорби.
Древних христиан враг искушал мучениями, а нынешних — болезнями и помыслами.

## Духовное наследие старца Амвросия
- Ответ благосклонным к Латинской Церкви
- Советы супругам и родителям